# Minna (miasto)
Minna to miasto w zachodniej części środkowej Nigerii, stolica stanu Niger. Liczy około 201 tys. mieszkańców (2006).
Siedziba uczelni: Federal University of Technology. Ośrodek wydobycia złota. Centrum handlu i przemysłu spożywczego, skórzanego, metalowego i tekstylnego.
Minna jest węzłem transportowym, posiada niewielkie lotnisko.
Badania archeologiczne wskazują, iż osadnictwo miało tu miejsce już 47-37 tysięcy lat temu.